# Haran
Haran of Charan (הָרָן, Hārān) is de naam van drie personen in de Hebreeuwse Bijbel:
1. Zoon van Terach, broer van Abraham en vader van Lot (Genesis 11:26,27; 11:31). Haran stierf toen zijn vader Terach nog leefde, in zijn geboortestad Oer van de Chaldeeën (Genesis 11:28). Haran had twee dochters: Milka, die met haar oom Nahor was getrouwd, en Jiska (Genesis 11:29).
2. Zoon van Kaleb en zijn bijvrouw Efa en vader van Gazez (1 Kronieken 2:46).
3. Zoon van Simi, de Leviet uit de familie van de Gersonieten en werd in het begin van Salomo's regering telling van de Levieten genoemd (1 Kronieken 23:9).